# Liste der Monuments historiques in Vez
Die Liste der Monuments historiques in Vez führt die Monuments historiques in der französischen Gemeinde Vez auf.

## Liste der Bauwerke
| Bezeichnung                 | Beschreibung                         | Standort | Kennzeichnung | Schutzstatus | Datum | Bild           |
| --------------------------- | ------------------------------------ | -------- | ------------- | ------------ | ----- | -------------- |
| Schloss                     | Erbaut im 13./14. Jahrhundert        | (Lage)   | PA00114952    | Classé       | 1904  | weitere Bilder |
| Ferme de Saint-Mard         | Bauernhof, erbaut im 16. Jahrhundert | (Lage)   | PA00114954    | Inscrit      | 1951  |                |
| Kirche St-Martin-St-Léonard | Erbaut im 13. Jahrhundert            | (Lage)   | PA00114953    | Inscrit      | 1926  | weitere Bilder |

## Liste der Objekte

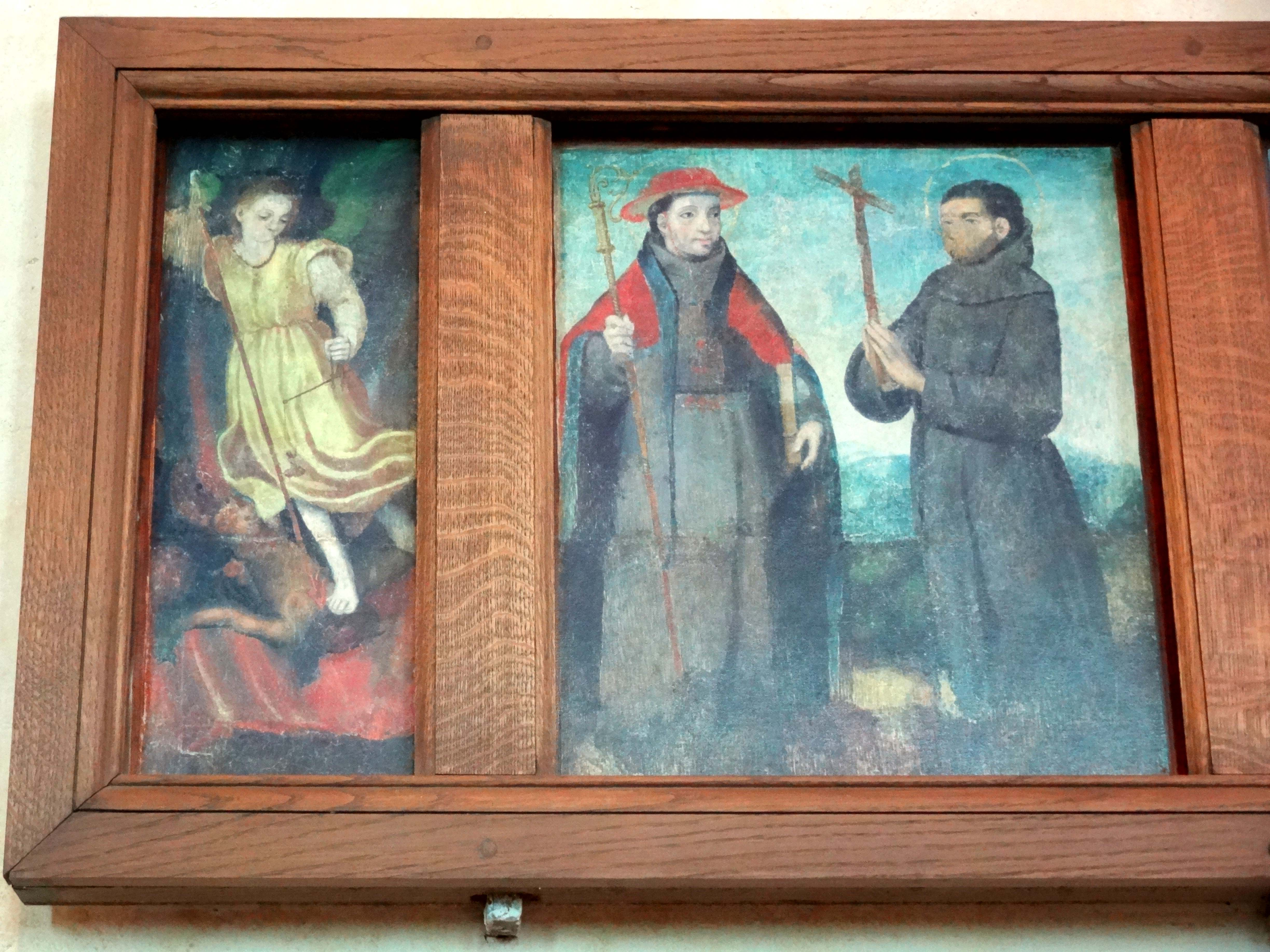
Gemälde auf Holz in der Kirche

- Monuments historiques (Objekte) in Vez in der Base Palissy des französischen Kultusministeriums